# 使用人税
使用人税（しようにんぜい、英語: Employee tax）とは、家事使用人に対して源泉徴収の形で課される税金である。

## イギリス
1777年にフレデリック・ノース首相がアメリカ独立戦争の出費を埋めるために導入した税制の一つで、男性使用人の人数に応じて1人1ギニーが課税された。この法律では女性使用人は非課税だったため、メイドが増える大きな原因となった。この税金は男性使用人が結婚すると減額される減免措置があった。
この税金の導入以降、男性使用人は減少の一途をたどり、代わりにメイドが増えることになった。1777年に使用人税が導入された当時の課税対象者は20万人であったが､1806年には11万人にまで減少、1892年に1人10ポンドに改訂されて以降2008年現在までこのままである。
2007年度の税収報告では課税対象者は3274人にまで減少し、徴収額は約32740ポンドしかなく、実質的に税収としては無いも同然になっているが現在も廃止されることなく存続している。

## 日本
犬税や自転車税などと同様に日本でも地方税として地方自治体ごとに1949年 - 1950年ごろまで存在していたが、シャウプ勧告により税の種類が減らされた時に廃止された。
1948年改正の地方税法第百十五条に使用人税が制定されており、「使用人税は、家事使用人に対し、その従業地所在の市町村において、その使用者に、これを課する。」と定められていた。

## シンガポール
メイド税（Maid tax）と呼ばれる女性使用人に対して課税される税金が2008年現在も存在する。
雇用主が毎月200～295シンガポールドルを支払わなければならず、この金額は多くの場合、メイドが受け取る給料よりも高い。
また、シンガポールには外国人メイド控除(Relief for Foreign Maid Levy)などの税制優遇措置がある。

## その他
スウェーデン、デンマーク、フィンランドなど北欧にはメイド税は無いが、メイド控除が存在している。